# Zale chisoensis
Zale chisoensis là một loài bướm đêm trong họ Erebidae.